# Gioacomo Antonio Morigia
Giacomo Antonio Maria Morigia, B. (Milão, 20 de fevereiro de 1633 - Pavia, 8 de outubro de 1708) foi um cardeal do século XVIII.

## Biografia
Nasceu em Milão em 20 de fevereiro de 1633. Sétimo dos oito filhos de Giovanni Battista Morigia e Angela Porra (Porro). Os outros filhos eram Felice, Virginia, Savina, Faustina, Carlo Cesare, Corona e Giovanni Angelo. Foi registrado na paróquia de S. Maurizio della Costa. Seu primeiro nome também consta como Jacopo. Seu nome de batismo era Giovanni Ippolito.
Foi aluno da escola Arcimboldi de Milano, anexa à igreja de S. Alessandro, dos padres da Congregação dos Clérigos Regulares de São Paulo (Barnabita). Participou da Accademia degli Infiammatidos Barnabitas. Decidiu entrar na Ordem dos Barnabitas em 1651. Seu pedido de admissão foi apresentado pelo reitor de S. Alessandro, padre Aimone Corio, ao superior geral, padre Giovenale Falconio, em 1º de abril de 1651. Nesse mesmo mês, foi recebido, já tonsurado, na Congregação; e no dia 7 de maio seguinte foi enviado à casa barnabita de S. Maria al Carrobiolo em Monza para fazer o noviciado. Em 9 de julho, recebeu o hábito do padre Tobia Muti, reitor da comunidade de Monza, e mudou seu nome para Giacomo Antonio, em memória de seu antepassado Giacomo Antonio Morigia (Milão 1497-1546), que foi um dos três fundadores dos Barnabitas e seu primeiro superior geral. Na Igreja de Carrobiolo, em 22 de julho de 1652, fez a profissão solene dos votos de pobreza, castidade e obediência, nas mãos do Padre Falconio. Então, ele foi enviado para estudar teologia e filosofia na BarnabitaColégio de S. Maria di Canepanova em Pavia. Em dezembro de 1654, recebeu as quatro ordens menores do bispo Francesco Biglia de Pavia; e do mesmo prelado recebeu o subdiaconado em 13 de março de 1655; e no dia 18 de dezembro seguinte, o diaconato. Em 28 de agosto de 1657, foi admitido no presbitério.
Ordenado antes do final de 1657. Foi nomeado vigário do Barnabita Collegio S. Aureliano de Montù (atual Montù Beccaria) em 24 de maio de 1658. No ano seguinte, foi transferido para o Collegio S. Paolo de Macerata, também dirigido pelo Barnabites, onde ensinou teologia e filosofia. Obteve fama de excelente pregador e foi frequentemente convidado a fazer discursos públicos: em fevereiro de 1659, na catedral daquela cidade, fez a oração fúnebre do bispo Papirio de Silvestri. Em 2 de julho daquele ano, junto com o reitor de Macerata, padre Paolo Antonio Landriani, foi enviado a S. Severino Marche para examinar os alunos de filosofia do colégio barnabita local . Em 20 de outubro de 1660, foi transferido paraCollegio S. Alessandro em Milão, onde permaneceu por muito tempo, ocupando vários cargos: primeiro, foi leitor de Lógica; e depois, a partir de 10 de dezembro de 1662, leitor de Teologia Escolástica. Em 1664, em S. Marco de Milão, fez o elogio fúnebre nas exéquias do bispo de Catanzaro, Filippo Visconti; em 1666, em S. Alessandro, na presença do governador de Milão, pronunciou o elogio fúnebre do rei Felipe IV de Espanha ( Orazione funebre nelle solenni esequie di mons. Filippo Visconti... vescovo di Catanzaro celebra... nella chiesa di S. Marco di Milano... , Milão 1664; Pietosi tributi resi alla grand'anima di Filippo IV , Milão 1666; L'aquila volante, orazione funebre per Filippo IV, Milão 1666). Em 13 de novembro de 1667, deixou o cargo de leitor e ocupou o cargo de lezionista do duomo de Milão. Em dezembro de 1668, foi escolhido pelo Superior Geral Padre Romolo Marchelli, para ir a Parma transmitir as saudações e gratidão da Congregação ao Duque Ranuccio II pela igreja e pela casa que ofereceu aos Barnabitas. Em 5 de novembro de 1669, retomou o ensino da Teologia Escolástica; em 1670-1671, ocupou o cargo de reitor do colégio barnabita de Lodi; e, de 1672 a 1674, voltou a lecionar Teologia Moral em S. Alessandro. Ele acabara de ser nomeado, pela segunda vez, reitor do Collegiode Lodi, quando, em 20 de maio de 1674, foi chamado a Florença pelo grão-duque Cosimo III de' Medici com o cargo de teólogo da corte. Chegou à cidade no mês de junho seguinte e estabeleceu-se no Barnabite Collegio S. Carlo, do qual foi eleito superior em 25 de junho de 1677; e confirmado em 26 de junho de 1681. Ao mesmo tempo, em 3 de julho de 1675, aceitou o cargo de preceptor do príncipe Ferdinando de Medici, primogênito do grão-duque. Por seus bons serviços prestados à família Médici, em 1681, Cosimo III interveio em seu favor perante o papa para obter para ele o bispado de San Miniato.
Eleito bispo de San Miniato em 1º de setembro de 1681. Consagrada em 14 de setembro de 1681, igreja de S. Carlo ai Catinari, Roma, pelo cardeal Gaspare Carpegna, auxiliado por Giacomo de Angelis, ex-arcebispo de Urbino, e por Angelo della Noce, ex-arcebispo de Rossano. Promovido à sé metropolitana de Florença em 15 de fevereiro de 1683. Tomou posse da sé em 18 de fevereiro de 1683, por meio de seu procurador, o arquidiácono Luigi Strozzi; no dia 6 de abril seguinte, ele entrou solenemente na catedral. Ele recebeu o pálio na catedral metropolitana de Florença em 8 de março de 1683 do bispo Filippo Neri degli Altoviti de Fiesole. Assistente do Trono Pontifício, 15 de julho de 1692.
Criado cardeal e reservado in pectoreno consistório de 12 de dezembro de 1695; publicado no consistório de 19 de dezembro de 1698; Ele foi para Roma na primavera de 1699; recebeu o gorro vermelho e o título de S. Cecília, em 11 de abril de 1699. Foi o primeiro cardeal da Ordem dos Barnabitas. Arcipreste da basílica patriarcal da Libéria, 20 de abril de 1699. Membro do SS.CC. de Imunidade Eclesiástica, Ritos e Propaganda Fide. Ele voltou a Florença e se envolveu em um incidente diplomático com o grão-duque Cosimo III por ocasião do Corpus Christi de 1699; incomodado com o grave atraso do grão-duque na tradicional procissão deste festival, o cardeal ordenou que prosseguisse sem mais demora, depois deixou a cidade para a corte papal onde, em 23 de outubro de 1699, apresentou sua renúncia ao governo da arcebispo. Legado a Laterepara a abertura e fechamento da porta sagrada da basílica patriarcal liberiana no Ano Santo Jubilar de 1700. Participou do conclave de 1700, que elegeu o Papa Clemente XI. Transferido para a Sé de Pavia, com título pessoal de arcebispo, em 24 de janeiro de 1701. Recebeu o pálio em 21 de fevereiro de 1701.
Morreu em Pavia em 8 de outubro de 1708. Exposto e enterrado na catedral de Pavia